# Zuccu
Lo zuccu (in  siciliano letteralmente "ceppo") o zuccata, è un falò che viene acceso ritualmente la Vigilia di Natale davanti alle chiese di molte città della Sicilia orientale. Questa tradizione potrebbe essere collegata a quella, perlopiù oggi abbandonata, del ceppo di Natale. In alcuni paesi, prima dell'accensione, la catasta di legna viene benedetta da un sacerdote alla presenza del sindaco. Oggi lo si considera idealmente un modo per riscaldare il Bambin Gesù.

## Località
Si tengono ceppi natalizi presso le seguenti località:
- Aci Catena e frazioni di Aci San Filippo e San Nicolò
- Aci Castello e frazioni di Aci Trezza[2] e Ficarazzi
- Aci Sant'Antonio[3]
- Acireale[2] (piazza Duomo, piazza Dante) e frazioni di Aci Platani, San Giovanni Bosco, Santa Maria degli Ammalati, Santa Maria la Scala, Santa Tecla e Stazzo
- Alcara li Fusi
- Belpasso[2]
- Calatabiano e frazione di Lapide Pasteria
- Castelmola
- Castiglione di Sicilia e frazioni
- Fiumefreddo di Sicilia (quartieri Castello, Diana, Feudogrande, Ponte Borea)
- Floridia (dove viene chiamato fucata i Natali)
- Fondachelli-Fantina (dove viene chiamato lumiaja)
- Francavilla di Sicilia
- Galati Mamertino
- Giardini Naxos[2]
- Giarre (piazza Duomo, piazza De Andrè, piazza San Camillo, via Callipoli presso chiesa di san Filippo Neri) e frazioni di Altarello, Carruba, Macchia, San Giovanni Montebello, San Leonardello[4], Santa Maria la Strada, Trepunti
- Linguaglossa
- Letojanni[5]
- Longi
- Mascali e frazioni di Carrabba e Sant'Antonino
- Milo
- Mirto[6]
- Mistretta
- Nicolosi[7]
- Novara di Sicilia
- Pedara[2]
- Piedimonte Etneo e frazioni di Presa e Vena
- Piraino e frazione di Gliaca
- Raccuja
- Randazzo[2]
- Riposto[2] (piazza San Pietro, piazza del Commercio) e frazione di Torre Archirafi
- San Filippo del Mela[8]
- San Marco d'Alunzio
- Sant'Alfio (piazza Duomo e piazza Nucifori)
- Santa Lucia del Mela[9]
- Santa Venerina[2] nelle frazioni di Bongiardo, Cosentini, Dagala del Re, Linera, Maria Vergine, Monacella
- Taormina (piazza Duomo[10], piazza Santa Caterina[11])
- Tortorici
- Trecastagni
- Ucria
- Valverde[12]
- Zafferana Etnea e frazioni di Fleri, Pisano Etneo e Sarro.

## Riferimenti nella cultura di massa
La tradizione, indissolubilmente legata ai festeggiamenti natalizi della Sicilia orientale, viene richiamata in un canto tradizionale siciliano, cantato da Orazio Strano col titolo La notti di Natali e dai Beddi come  Lu zuccu di Natali.

## Galleria d'immagini

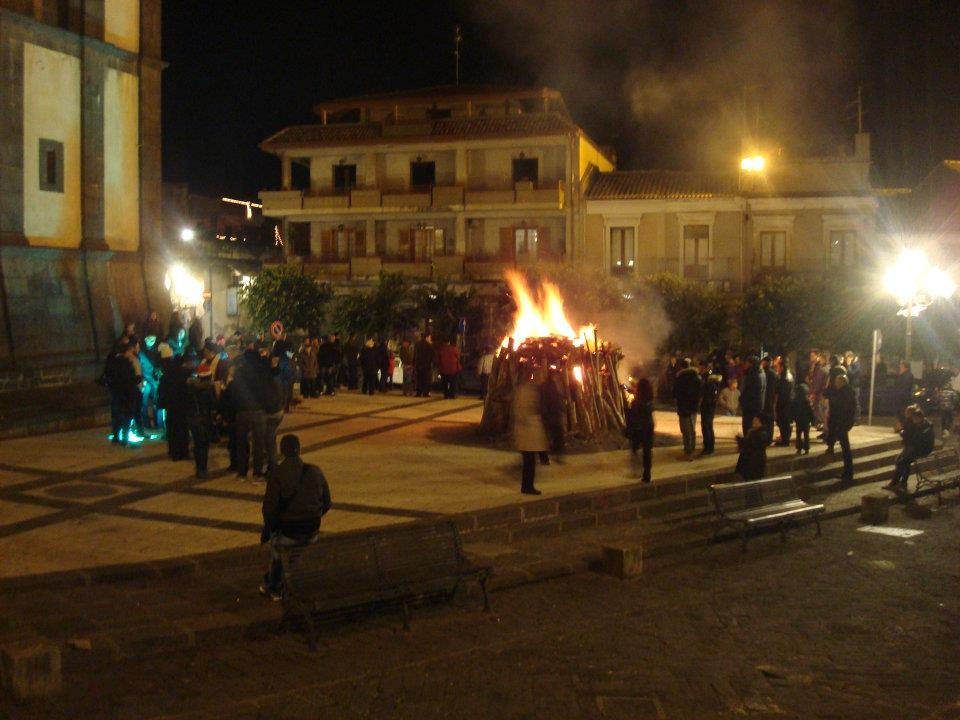
Lo zuccu di Aci San Filippo (2011)
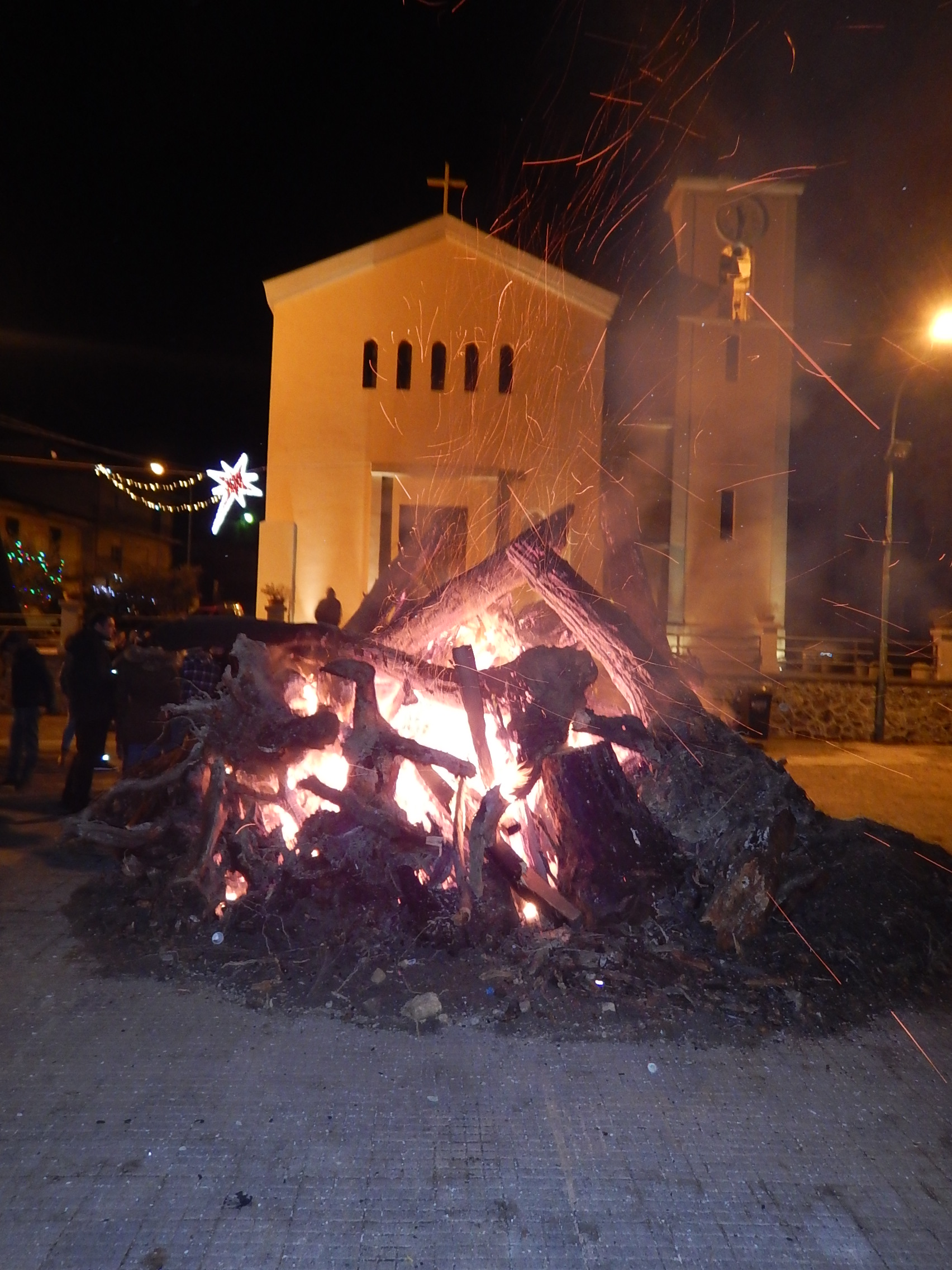
La lumiaja di Fondachelli-Fantina (2015)
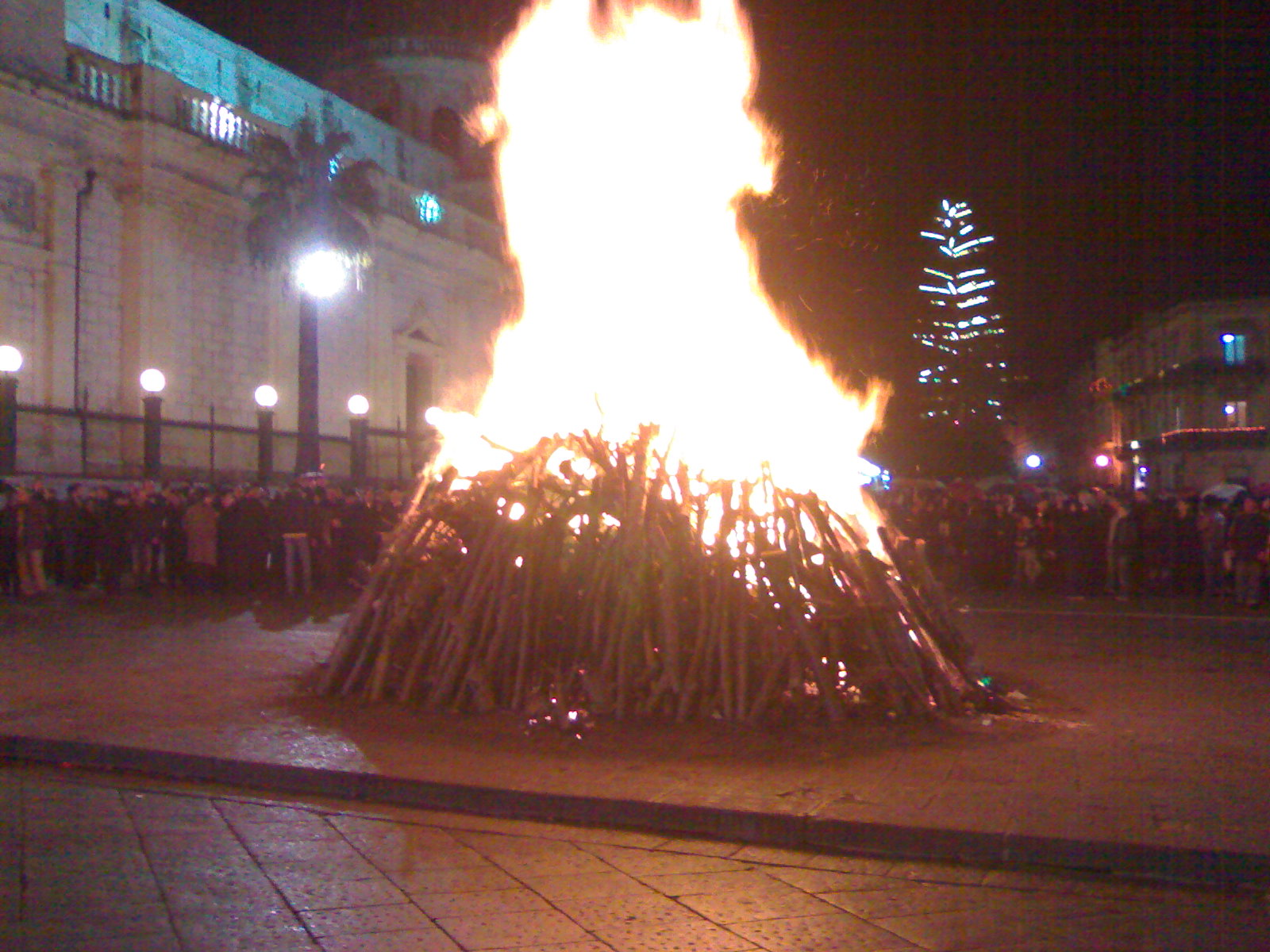
Lo zuccu di Giarre (2008)
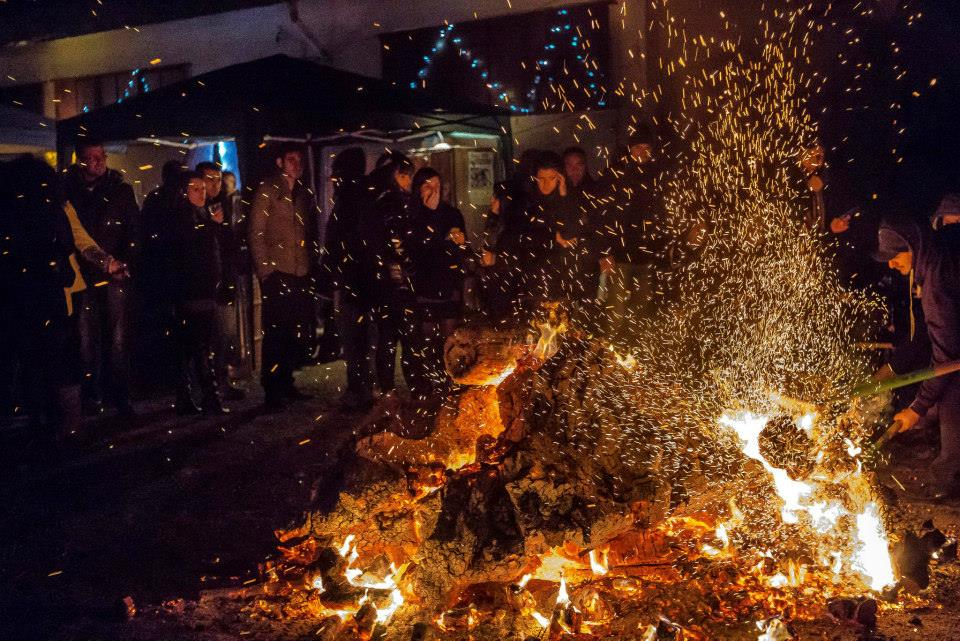
Lo zuccu di Santa Lucia del Mela (2013)
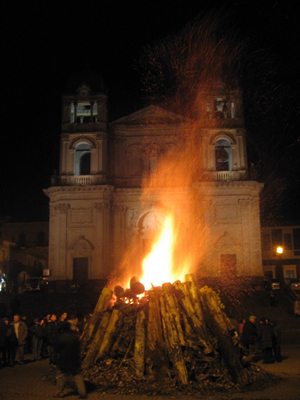
Lo zuccu di Zafferana Etnea (2006)